# Raymond Gadabu
Raymond Gadabu (zm. w 1964) – nauruański polityk.
Wchodził w skład Lokalnej Rady Samorządowej Nauru, reprezentował okręg wyborczy Aiwo. Po śmierci Timothy'ego Detudamo, stał na czele tejże instytucji (kwiecień 1953-grudzień 1955), pełnił też funkcję jej skarbnika. Opublikował The Co-operative Movement on Nauru Island.